# Domus Sanctae Marthae
Domus Sanctae Marthae (pol. Dom Świętej Marty) – pięciopiętrowy budynek znajdujący się w Watykanie, w pobliżu bazyliki św. Piotra. Decyzją papieża Franciszka stanowił on jego główne miejsce zamieszkania.

## Historia i charakterystyka
Budynek został wzniesiony na polecenie papieża Jana Pawła II w ramach podjętej przez niego reformy sposobu organizacji konklawe. Miało to na celu zaradzenie problemowi niezwykle spartańskich warunków, w jakich elektorzy mieszkali podczas wcześniejszych papieskich elekcji. Budowę ukończono w 1996 roku. Budynek może przyjąć jednocześnie do 130 gości, dla których przygotowano 108 „cel” kardynalskich, złożonych z sypialni, pokoju do pracy i łazienki, a także 22 pojedyncze pokoje. W Domu znajduje się także duża sala jadalna, kilka mniejszych sal spotkań oraz pięć kaplic – główna na parterze oraz po dwie mniejsze na trzecim i piątym piętrze.

### Siedziba papieska

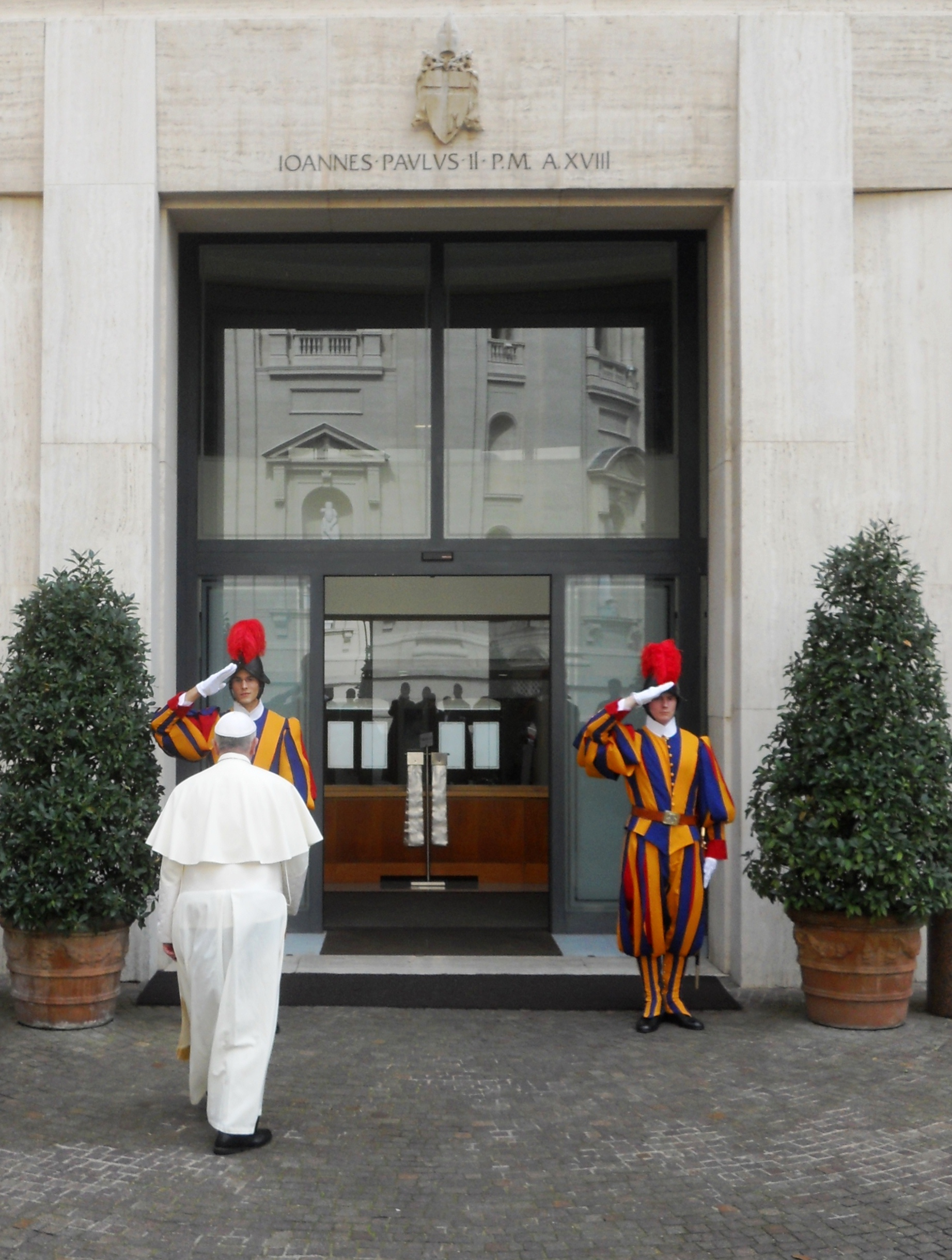
Papież Franciszek wchodzący do Domus Sanctae Marthae.

W Domu urządzono również nieco większy apartament papieski (oficjalnie zwany patriarszym), do którego po konklawe wprowadza się nowo wybrany papież. Benedykt XVI pozostał tam tylko do czasu zakończenia remontu apartamentów papieskich w Pałacu Apostolskim, który rozpoczął się w okresie sede vacante, jednak trwał jeszcze na początku nowego pontyfikatu. Papież Franciszek uczynił z Domu św. Marty miejsce swojego stałego zamieszkania i postanowił nie przenosić się do czekającej na niego znacznie większej siedziby w Pałacu. Pokoje papieskie w Pałacu Apostolskim były wykorzystywane przez Franciszka jako powierzchnia biurowa oraz dla celów reprezentacyjnych, z kolei apartament w Domu pełnił rolę jego prywatnego mieszkania. Od czasu jego wyboru tradycyjna poranna msza papieska, odprawiana wcześniej w prywatnej kaplicy w Pałacu Apostolskim z udziałem wąskiego grona współpracowników papieża i zaproszonych gości, zaczęła odbywać się w głównej kaplicy Domu św. Marty, zaś pracownicy Domu i innych jednostek watykańskich oraz zatrzymujące się tam osoby mogły swobodnie w niej uczestniczyć. Papież wygłaszał też krótkie kazania i homilie, których treść przekazywana była do wiadomości publicznej.

## Pozostałe role budynku

### W czasie konklawe
Konstytucja apostolska Universi Dominici gregis opisuje dokładnie funkcję Domu jako miejsca zamieszkania kardynałów podczas konklawe. Elektorzy spędzają tam cały czas poza sesjami głosowań (jedną w pierwszym dniu konklawe i dwiema w każdym kolejnym dniu, z wyjątkiem ewentualnego dnia przerwy), które odbywają się w kaplicy Sykstyńskiej. Drogę z Domu do kaplicy i z powrotem przebywają minibusami lub pieszo (wedle własnego wyboru), w obu przypadkach pozostając pod eskortą watykańskich służb bezpieczeństwa, uniemożliwiających dostęp do nich osobom postronnym.
Przed konklawe Dom jest specjalnie przygotowywany. Wyłączane są stacjonarne linie telefoniczne oraz watykański przekaźnik sieci komórkowych, nie działają także odbiorniki radiowe i telewizyjne. W pokojach pozostawia się aparaty telefoniczne, ale kardynałowie mogą dzwonić tylko po liniach wewnętrznych w budynku. Zasłania się zasłony we wszystkich pokojach, ponieważ Dom znajduje się blisko granicy watykańsko-włoskiej i teoretycznie możliwe jest podglądanie wydarzeń w środku z okien czy dachów pobliskich budynków we Włoszech. W Domu pozostaje tylko najbardziej niezbędny personel – głównie kuchenny i sprzątający – którego każdy członek musi zostać zatwierdzony przez kardynała kamerlinga lub jednego z jego trzech kardynałów asystentów, a także złożyć przysięgę dochowania tajemnicy pod karą ekskomuniki. Nie wolno im także w jakikolwiek sposób utrwalać dźwięku lub obrazu z czegokolwiek, co dzieje się w czasie trwania konklawe.

### Poza konklawe
Poza okresem konklawe budynek służy jako swego rodzaju hotel dla gości odwiedzających Watykan w ramach swoich obowiązków kościelnych czy państwowych. W takim charakterze mogą się w nim zatrzymywać zarówno duchowni, jak i świeccy. Nie jest jednak udostępniany jako typowa kwatera turystyczna. Bieżący zarząd nad Domem sprawuje żeński zakon szarytek.